# مقاطعة مونرو (إلينوي)
مقاطعة مونرو (بالإنجليزية: Monroe County)‏ هي إحدى المقاطعات في ولاية إلينوي في الولايات المتحدة الأمريكية.

## معرض صور

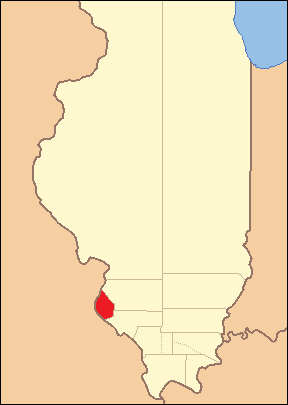
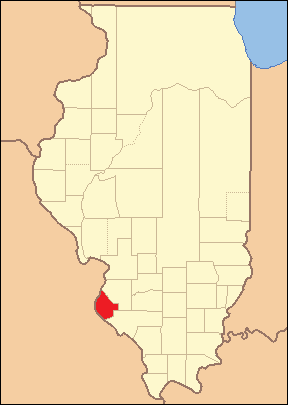
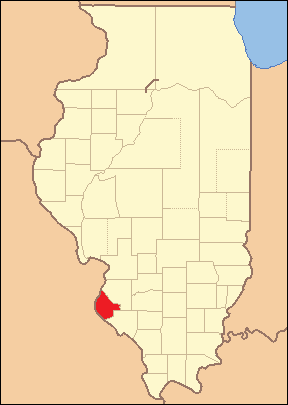

## أعلام
- ليفي سكوت